# فوذنج
الفُوذَنْج أو الفُوتَنْج (باللاتينية: Calamintha) جنس نباتي يتبع الفصيلة الشفوية.